# قاي باركر
قاي باركر (بالإنجليزية: Guy Barker)‏ هو عازف جاز وملحن بريطاني، ولد في 26 ديسمبر 1957 في تشيسوك في المملكة المتحدة.

## وصلات خارجية
- قاي باركر على موقع IMDb (الإنجليزية)
- قاي باركر على موقع ميوزك برينز (الإنجليزية)
- قاي باركر على موقع أول ميوزيك (الإنجليزية)
- قاي باركر على موقع ديسكوغز (الإنجليزية)
- قاي باركر على موقع قاعدة بيانات الفيلم (الإنجليزية)